# Caso de la Ciudad del Golf
Se conoce como Caso de la Ciudad del Golf a un proceso judicial con origen en la localidad de Las Navas del Marqués, España, y que se inició en 2006 cuando la Sala de lo Contencioso Administrativo del Tribunal Superior de Justicia de Castilla y León anuló un proyecto urbanístico promovido en un pinar de esta localidad, en un terreno protegido como Zona de Especial Protección para las Aves (ZEPA), que incluía la construcción de 1.600 viviendas de lujo, un campo de golf y dos hoteles de alta gama.

## Antecedentes
Para realizar el proyecto, el ayuntamiento de Las Navas del Marqués (perteneciente a la provincia de Ávila, en la comunidad autónoma de Castilla y León) compró el terreno a la antigua resinera que explotaba el pinar y se creó una sociedad compartida por el Consistorio (con el 70% de las acciones), la Consejería de Medio Ambiente de la Junta de Castilla y León (20%), y la Diputación de Ávila, con el 10% restante. Posteriormente, se recalificaron los terrenos protegidos, se aprobó la construcción de dos millones de metros cuadrados repartidos entre los 1.600 chalés, cuatro campos de golf, un hotel y una zona recreativa, todo ello bajo el nombre de "Ciudad del Golf". El terreno fue adquirido por una empresa de Murcia por unos 10 millones de euros.

## Proceso judicial
El Tribunal Superior de Justicia declaró en octubre de 2006 no acorde a la ley la recalificación a raíz de un recurso planteado por un particular. La sentencia del Tribunal estableció que dicha parcela no fuera recalificada y que el proyecto "contraviene frontalmente" el decreto de protección de la cigüeña negra de la Junta y la correspondiente protección ecológica, que el proyecto carecía de "razones de interés público", que "las obras iniciadas [carecían] de cobertura legal" 
y decidió, por tanto, anular la clasificación como "suelo urbanizable delimitado".

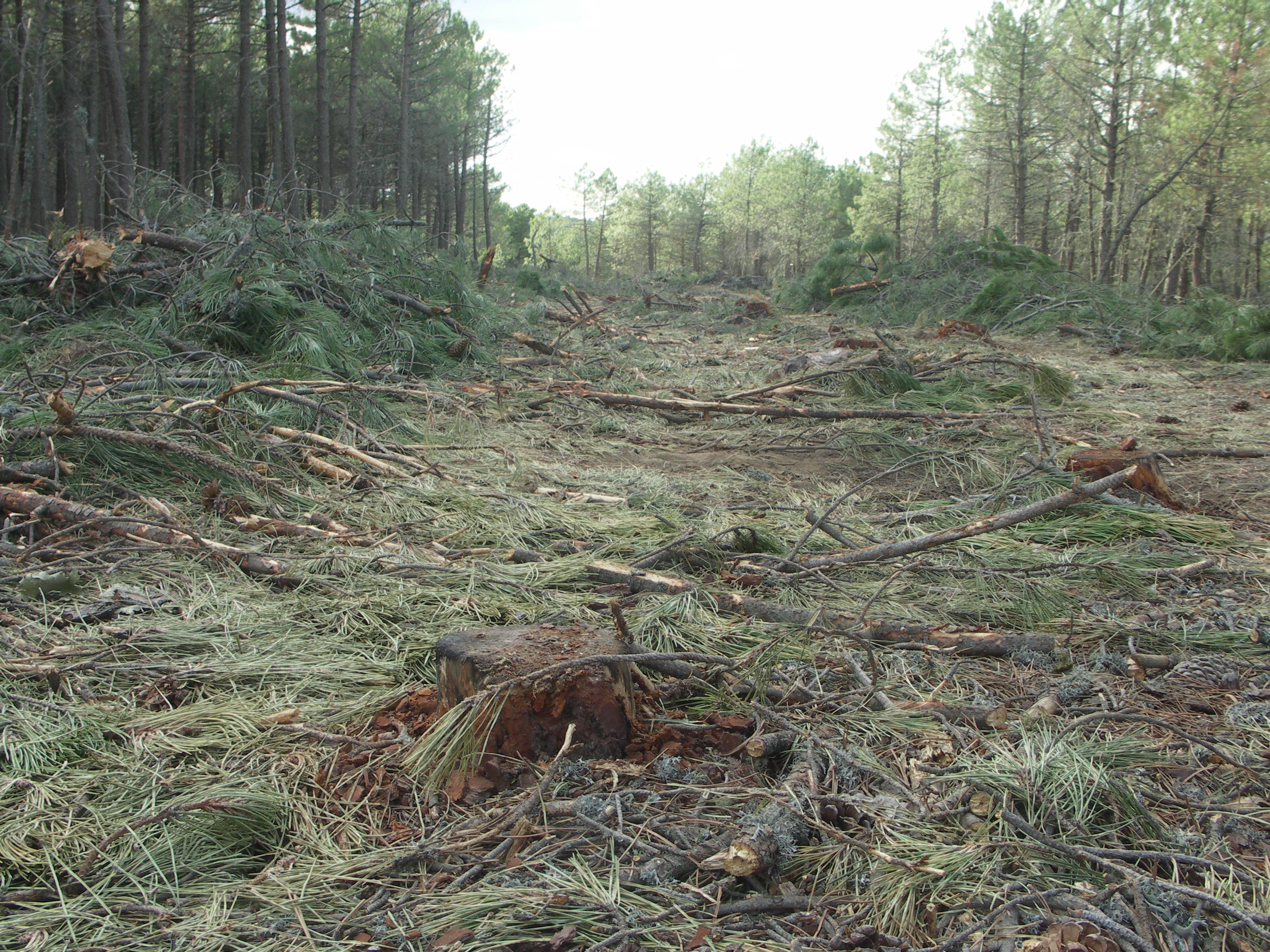
Tala de un pinar en Las Navas del Marqués

Pocos días después se inició, no obstante, la tala de árboles. Eso dio lugar a que ocho organizaciones ecologistas presentaran una denuncia en la Fiscalía Especial de Medio Ambiente y Urbanismo. Su titular pidió al alcalde de Las Navas la paralización de la tala por la empresa "Residencial Aguas Nuevas S.L". Quince días después, el Juzgado de Instrucción número 2 de Ávila acordó la paralización cautelar de los trabajos. En este caso a la denuncia se sumó el Ministerio Fiscal por considerar que existían "indicios racionales de la comisión de un delito contra la ordenación del territorio y un delito contra el medio ambiente".
El Juzgado de Primera Instancia e Instrucción número 2 de Ávila y la fiscalía imputaron en 2007 al alcalde navero, Gerardo Pérez, al exdelegado territorial de la Junta, Félix San Segundo, al secretario del Ayuntamiento de Las Navas del Marqués, Carlos de la Vega, al director general del Medio Natural de la Junta de Castilla y León, José Ángel Arranz y a otras 15 personas por delitos contra la ordenación del territorio, contra el medio ambiente y prevaricación.
En octubre de 2008, el fiscal jefe de Ávila decidió proponer al Juzgado número 2, la imputación en el caso a la vicepresidenta primera de la Junta de Castilla y León y consejera de Medio Ambiente, María Jesús Ruiz, del Partido Popular (PP), acusada de un delito de prevaricación en la firma de la declaración de impacto ambiental favorable, a pesar de tratarse de terrenos protegidos.
El caso dio lugar a cuatro piezas, dos de las cuales fueron archivadas. Otra derivó en un juicio celebrado en 2012 en la Audiencia Provincial de Ávila y que concluyó con la absolución de los tres imputados, el alcalde y el secretario de Las Navas del Marqués y un constructor. La última, dirigida contra 5 técnicos y altos cargos de la administración ambiental autonómica, acusados de un delito de prevaricación administrativa, dio lugar a otro juicio celebrado en 2014. En la sentencia, emitida por el Juzgado de lo Penal número 2 de Valladolid, todos ellos resultaron absueltos, y la jueza del caso remarca que lo informado, "que no acordado, pues no toman ningún acuerdo, ni dictan ninguna resolución u orden, no pueda encontrar ningún apoyo en una interpretación mínimamente razonable de la norma (urbanística y medioambiental estatal y autonómica ), o que carezca de la mínima justificación, ni que la opción elegida resultaba absolutamente rechazable desde el punto de vista técnico y jurídico, desde cualquiera de las opciones interpretativas y aplicativas razonables, y, por tanto, que su actuación sea arbitraria".
El 5 de marzo de 2014, comienza el juicio.
E 3 de abril de 2014, se dicta la sentencia que absuelve de todos los cargos a las cinco personas. La sentencia no es firme y frente a la misma cabe recurso de apelación ante la Audiencia Provincial en el plazo de 10 días.